# Euthalia culminicola
Euthalia culminicola är en fjärilsart som beskrevs av Hans Fruhstorfer 1894. Euthalia culminicola ingår i släktet Euthalia och familjen praktfjärilar. Inga underarter finns listade i Catalogue of Life.